# Rakel Tirén
Rakel Tirén, född 30 november 1889 på Frösön, Jämtlands län, död 11 januari 1967 på Frösön, var en svensk konsthantverkare
Hon var dotter till distriktslantmätaren Lars Tirén och Anna Margareta Englund samt syster till Lilli Tirén och brorsdotter till Johan och Karl Tirén. Efter avslutad skolgång vid en flickskola i Östersund studerade hon vid Högre konstindustriella skolan i Stockholm. Hon var därefter verksam under några år som mönsterritare vid Jämtlands läns landsting innan hon anställdes som målare och mönsterkompositör vid Rörstrands porslinsfabrik. Efter att hon drabbades av en sjukdom tvingades hon avbryta sin konstnärliga verksamhet.  